# 默尔维尔 (奥布省)
默尔维尔（法語：Meurville）是法国奥布省的一个市镇，属于奥布河畔巴尔区（Bar-sur-Aube）巴尔斯河畔旺德夫尔县（Vendeuvre-sur-Barse）。该市镇2009年时的人口为173人。

## 人口
默尔维尔人口变化图示
| 数据来源：INSEE |